# مدرسة الاسراء (صنعاء)
مدرسة الإسراء هي مدرسة حكومية تقع في حي حدة من المشارف الجنوبية للعاصمة اليمنية صنعاء ، و تقع في الجنوب الشرقي لتقاطع شارع مقديشو (صخر) مع شارع الدائري.